# Белоключье
Белоключье — село в Шигонском районе Самарской области в составе сельского поселения Бичевная. 

## География
Находится на расстоянии примерно 7 километров по прямой на северо-запад от районного центра села Шигоны.

## История
В 1859 году сельцо Белоключье, по тракту от с. Тереньги в г. Самару, в 1-м стане Сенгилеевского уезда Симбирской губернии.
В 1898 году в с. Белоключье (Малые Шигоны) прихожанами был построен деревянный храм. Престол в нём во имя св. великомученицы Варвары. Приходское попечительство существует с 1890 года. Школа грамоты открыта в 1889 году.

## Население
Постоянное население составляло 75 человека (русские 84%) в 2002 году, 38 в 2010 году.